# Cololejeunea occidentalis
Cololejeunea occidentalis là một loài Rêu trong họ Lejeuneaceae. Loài này được (E.W. Jones) Vanden Berghen mô tả khoa học đầu tiên năm 1978.